# Schaatsen op de Olympische Winterspelen 1992
Schaatsen is een van de sporten die beoefend werden tijdens de Olympische Winterspelen 1992 in Albertville, Frankrijk. De wedstrijden werden gehouden in Stade de Patinage Olympique, een outdoor-ijsbaan. De ijsbaan is na de Olympische Spelen afgebroken en het stadion wordt nu gebruikt voor atletiek en voetbal. Het is de laatste Winterspelen geweest waarbij de schaatswedstrijden outdoor werden verreden.

## Heren

### 500 m
| Rang   | Sporter(s)         | Land | Tijd  | Verschil |
| ------ | ------------------ | ---- | ----- | -------- |
| Goud   | Uwe-Jens Mey       | GER  | 37,14 |          |
| Zilver | Toshiyuki Kuroiwa  | JPN  | 37,18 | + 0,04   |
| Brons  | Junichi Inoue      | JPN  | 37,26 | + 0,12   |
| 4      | Dan Jansen         | USA  | 37,46 | + 0,32   |
| 5      | Gerard van Velde   | NED  | 37,49 | + 0,35   |
| 5      | Yasunori Miyabe    | JPN  | 37,49 | + 0,35   |
| 7      | Aleksandr Goloebev | EUN  | 37,51 | + 0,37   |
| 8      | Igor Zjelezovski   | EUN  | 37,57 | + 0,43   |
|        |                    |      |       |          |
| 27     | Rintje Ritsma      | NED  | 38,51 | + 1,37   |
| 29     | Arie Loef          | NED  | 38,61 | + 1,47   |

### 1000 m
| Rang   | Sporter(s)        | Land | Tijd    | Verschil |
| ------ | ----------------- | ---- | ------- | -------- |
| Goud   | Olaf Zinke        | GER  | 1:14,85 |          |
| Zilver | Kim Yun-man       | KOR  | 1:14,86 | + 0,01   |
| Brons  | Yukinori Miyabe   | JPN  | 1:14,92 | + 0,07   |
| 4      | Gerard van Velde  | NED  | 1:14,93 | + 0,08   |
| 5      | Peter Adeberg     | GER  | 1:15,04 | + 0,19   |
| 6      | Igor Zjelezovski  | EUN  | 1:15,05 | + 0,20   |
| 7      | Guy Thibault      | CAN  | 1:15,36 | + 0,51   |
| 8      | Nikolaj Goeljajev | EUN  | 1:15,46 | + 0,61   |
|        |                   |      |         |          |
| 10     | Falko Zandstra    | NED  | 1:15,57 | + 0,72   |
| 12     | Rintje Ritsma     | NED  | 1:15,96 | + 1,11   |
| 14     | Arie Loef         | NED  | 1:16,18 | + 1,33   |

### 1500 m
| Rang   | Sporter(s)       | Land | Tijd    | Verschil |
| ------ | ---------------- | ---- | ------- | -------- |
| Goud   | Johann Olav Koss | NOR  | 1:54,81 |          |
| Zilver | Ådne Søndrål     | NOR  | 1:54,85 | + 0,04   |
| Brons  | Leo Visser       | NED  | 1:54,90 | + 0,09   |
| 4      | Rintje Ritsma    | NED  | 1:55,70 | + 0,89   |
| 5      | Bart Veldkamp    | NED  | 1:56,33 | + 1,52   |
| 6      | Olaf Zinke       | GER  | 1:56,74 | + 1,93   |
| 7      | Falko Zandstra   | NED  | 1:56,96 | + 2,15   |
| 8      | Geir Karlstad    | NOR  | 1:56,98 | + 2,17   |

### 5000 m
| Rang   | Sporter(s)       | Land | Tijd    | Verschil |
| ------ | ---------------- | ---- | ------- | -------- |
| Goud   | Geir Karlstad    | NOR  | 6:59,97 |          |
| Zilver | Falko Zandstra   | NED  | 7:02,28 | + 2,31   |
| Brons  | Leo Visser       | NED  | 7:04,96 | + 4,99   |
| 4      | Frank Dittrich   | GER  | 7:06,33 | + 6,36   |
| 5      | Bart Veldkamp    | NED  | 7:08,00 | + 8,03   |
| 6      | Eric Flaim       | USA  | 7:11,15 | + 11,18  |
| 7      | Johann Olav Koss | NOR  | 7:11,32 | + 11,35  |
| 8      | Jevgeni Sanarov  | EUN  | 7:11,38 | + 11,41  |

### 10.000 m
| Rang   | Sporter(s)         | Land | Tijd     | Verschil |
| ------ | ------------------ | ---- | -------- | -------- |
| Goud   | Bart Veldkamp      | NED  | 14:12,12 |          |
| Zilver | Johann Olav Koss   | NOR  | 14:14,58 | + 2,46   |
| Brons  | Geir Karlstad      | NOR  | 14:18,13 | + 6,01   |
| 4      | Robert Vunderink   | NED  | 14:22,92 | + 10,80  |
| 5      | Kazuhiro Sato      | JPN  | 14:28,30 | + 16,18  |
| 6      | Michael Hadschieff | AUT  | 14:28,80 | + 16,68  |
| 7      | Per Bengtsson      | SWE  | 14:35,58 | + 23,46  |
| 8      | Steinar Johansen   | NOR  | 14:36,09 | + 23,97  |
|        |                    |      |          |          |
| 11     | Thomas Bos         | NED  | 14:40,13 | + 28,01  |

## Dames

### 500 m
| Rang   | Sporter(s)        | Land | Tijd  | Verschil |
| ------ | ----------------- | ---- | ----- | -------- |
| Goud   | Bonnie Blair      | USA  | 40,33 |          |
| Zilver | Ye Qiaobo         | CHN  | 40,51 | + 0,18   |
| Brons  | Christa Luding    | GER  | 40,57 | + 0,24   |
| 4      | Monique Garbrecht | GER  | 40,63 | + 0,30   |
| 5      | Christine Aaftink | NED  | 40,66 | + 0,33   |
| 6      | Susan Auch        | CAN  | 40,83 | + 0,50   |
| 7      | Kyoko Shimazaki   | JPN  | 40,98 | + 0,65   |
| 8      | Angela Hauck      | GER  | 41,10 | + 0,77   |
|        |                   |      |       |          |
| 11     | Herma Meijer      | NED  | 41,31 | + 0,98   |
|        | Sandra Voetelink  | NED  | DNF   |          |

### 1000 m
| Rang   | Sporter(s)           | Land | Tijd    | Verschil |
| ------ | -------------------- | ---- | ------- | -------- |
| Goud   | Bonnie Blair         | USA  | 1:21,90 |          |
| Zilver | Ye Qiaobo            | CHN  | 1:21,92 | + 0,02   |
| Brons  | Monique Garbrecht    | GER  | 1:22,10 | + 0,20   |
| 4      | Christine Aaftink    | NED  | 1:22,60 | + 0,70   |
| 5      | Seiko Hashimoto      | JPN  | 1:22,63 | + 0,73   |
| 6      | Mihaela Dascalu      | ROU  | 1:22,85 | + 0,95   |
| 7      | Jelena Tjoesjnjakova | EUN  | 1:22,97 | + 1,07   |
| 8      | Christa Luding       | GER  | 1:23,06 | + 1,16   |
|        |                      |      |         |          |
| 12     | Herma Meijer         | NED  | 1:23,50 | + 1,60   |
| 16     | Sandra Voetelink     | NED  | 1:24,21 | + 2,31   |

### 1500 m
| Rang   | Sporter(s)         | Land | Tijd    | Verschil |
| ------ | ------------------ | ---- | ------- | -------- |
| Goud   | Jacqueline Börner  | GER  | 2:05,87 |          |
| Zilver | Gunda Niemann      | GER  | 2:05,92 | + 0,05   |
| Brons  | Seiko Hashimoto    | JPN  | 2:06,88 | + 1,01   |
| 4      | Natalija Polozkova | EUN  | 2:07,12 | + 1,25   |
| 5      | Monique Garbrecht  | GER  | 2:07,24 | + 1,37   |
| 6      | Svetlana Bazjanova | EUN  | 2:07,81 | + 1,94   |
| 7      | Emese Hunyady      | AUT  | 2:08,29 | + 2,42   |
| 8      | Heike Warnicke     | GER  | 2:08,52 | + 2,65   |
| 9      | Carla Zijlstra     | NED  | 2:08,54 | + 2,67   |
|        |                    |      |         |          |
| 16     | Lia van Schie      | NED  | 2:09,70 | + 3,83   |
| 18     | Sandra Voetelink   | NED  | 2:10,31 | + 4,44   |
|        | Yvonne van Gennip  | NED  | DNF     |          |

### 3000 m
| Rang   | Sporter(s)         | Land | Tijd    | Verschil |
| ------ | ------------------ | ---- | ------- | -------- |
| Goud   | Gunda Niemann      | GER  | 4:19,90 |          |
| Zilver | Heike Warnicke     | GER  | 4:22,88 | + 2,98   |
| Brons  | Emese Hunyady      | AUT  | 4:24,64 | + 4,74   |
| 4      | Carla Zijlstra     | NED  | 4:27,18 | + 7,28   |
| 5      | Svetlana Bojko     | EUN  | 4:28,00 | + 8,10   |
| 6      | Yvonne van Gennip  | NED  | 4:28,10 | + 8,20   |
| 7      | Svetlana Bazjanova | EUN  | 4:28,19 | + 8,29   |
| 8      | Jacqueline Börner  | GER  | 4:28,52 | + 8,62   |
| 9      | Lia van Schie      | NED  | 4:30,57 | + 10,67  |

### 5000 m
| Rang   | Sporter(s)           | Land | Tijd    | Verschil |
| ------ | -------------------- | ---- | ------- | -------- |
| Goud   | Gunda Niemann        | GER  | 7:31,57 |          |
| Zilver | Heike Warnicke       | GER  | 7:37,59 | + 6,02   |
| Brons  | Claudia Pechstein    | GER  | 7:39,80 | + 8,23   |
| 4      | Carla Zijlstra       | NED  | 7:41,10 | + 9,53   |
| 5      | Ljoedmila Prokasjeva | EUN  | 7:41,65 | + 10,08  |
| 6      | Svetlana Bojko       | EUN  | 7:44,19 | + 12,62  |
| 7      | Svetlana Bazjanova   | EUN  | 7:45,55 | + 13,98  |
| 8      | Lia van Schie        | NED  | 7:46,94 | + 15,37  |
|        |                      |      |         |          |
|        | Yvonne van Gennip    | NED  | DNS     |          |

## Medaillespiegel
| Plaats | Land             | NOC    | Goud | Zilver | Brons | Totaal |
| ------ | ---------------- | ------ | ---- | ------ | ----- | ------ |
| 1      | Duitsland        | GER    | 5    | 3      | 3     | 11     |
| 2      | Noorwegen        | NOR    | 2    | 2      | 1     | 5      |
| 3      | Verenigde Staten | USA    | 2    | 0      | 0     | 2      |
| 4      | Nederland        | NED    | 1    | 1      | 2     | 4      |
| 5      | China            | CAN    | 0    | 2      | 0     | 2      |
| 6      | Japan            | JPN    | 0    | 1      | 3     | 4      |
| 7      | Zuid-Korea       | KOR    | 0    | 1      | 0     | 1      |
| 8      | Oostenrijk       | AUT    | 0    | 0      | 1     | 1      |
| Totaal | Totaal           | Totaal | 10   | 10     | 10    | 30     |

Chamonix 1924 · 
St. Moritz 1928 · 
Lake Placid 1932 · 
Garmisch-Partenkirchen 1936 · 
St. Moritz 1948 · 
Oslo 1952 · 
Cortina d'Ampezzo 1956 · 
Squaw Valley 1960 · 
Innsbruck 1964 · 
Grenoble 1968 · 
Sapporo 1972 · 
Innsbruck 1976 · 
Lake Placid 1980 · 
Sarajevo 1984 · 
Calgary 1988 · 
Albertville 1992 · 
Lillehammer 1994 · 
Nagano 1998 · 
Salt Lake City 2002 · 
Turijn 2006 · 
Vancouver 2010 · 
Sotsji 2014 · 
Pyeongchang 2018 · 
Peking 2022
Lijst van olympische medaillewinnaars
Alpineskiën · Biatlon · Bobsleeën · Curling (demonstratie) · Freestyleskiën · Kunstrijden · Langlaufen · Noordse combinatie · Rodelen · Schaatsen · Schansspringen · Shorttrack · Speedskiën (demonstratie) · IJshockey